# رحلة خطوط فورموسا الجوية رقم 7601
رحلة خطوط فورموسا الجوية رقم 7601 كانت حادثة جوية مأساوية وقعت في 10 أغسطس 1997 في منطقة بيغان بجزر ماتسو التابعة لمقاطعة فوجيان في جمهورية الصين. أسفر الحادث عن وفاة 16 شخصًا، مما جعله من الحوادث الجوية المؤلمة في تاريخ الطيران في المنطقة.

## الحادث
انطلقت رحلة رقم 7601 لخطوط فورموسا الجوية، وهي طائرة من نوع دورنير 228، من مطار تايبيه سونغشان في الساعة 07:37 بالتوقيت المحلي، وعلى متنها 14 راكبًا وطياران في رحلة إلى مطار ماتسو بيغان. تسبب هطول الأمطار والرياح الشديدة في فشل الطائرة في الهبوط الأولي في مطار ماتسو بيغان. خلال محاولة الإقلاع مرة أخرى، استدار الطيار إلى اليمين بدلًا من اليسار. اصطدمت الطائرة ببرج مياه عسكري يبعد نحو كيلومتر واحد عن المطار، مما أدى إلى تحطمها واشتعال النيران فيها. قُتل جميع من كانوا على متن الطائرة البالغ عددهم 16 شخصًا.بعد الحادث بوقت قصير، حاول مسؤول محلي للأحوال الجوية الانتحار. وأوضح مدير إدارة الطيران المدني، تساي توي، أن محاولة الانتحار كانت نتيجة للغضب الشعبي والاستنكار الذي أعقب الحادث.